# Popeye (album)
Popeye – ścieżka dźwiękowa do filmu komediowego Roberta Altmana, Popeye.

## Opis
Ścieżka dźwiękowa została skomponowana przez Harry’ego Nilssona, który jest autorem tekstów piosenek użytych w filmie. Album jest zbyt nirtypowy, gdyż kilka piosenek były śpiewane na żywo. Aranżerem muzyki był Van Dyke Parks.

## Lista utworów
1. "I Yam What I Yam" (2:16)
2. "He Needs Me" (3:33)
3. "Swee' Pea's Lullaby" (2:06)
4. "Din' We" (3:06)
5. "Sweethaven—An Anthem" (2:56)
6. "Blow Me Down" (4:07)
7. "Sailin'" (2:48)
8. "It's Not Easy Being Me" (2:20)
9. "He's Large" (4:19)
10. "I'm Mean" (2:33)
11. "Kids" (4:23)
12. "I'm Popeye the Sailor Man" (1:19)